# OLT Express Regional
OLT Express Regional Sp. z o.o. (zuvor Jet Air und OLT Jetair) war eine polnische Regionalfluggesellschaft mit Sitz in Warschau und Basis auf dem Lech-Wałęsa-Flughafen Danzig.

## Geschichte

Altes Logo der Jet Air

Altes Logo der OLT Jetair

Jet Air wurde 2001 in Warschau gegründet und war zu Beginn im Geschäftsflugverkehr als Broker für einige kleine lokale Gesellschaften tätig.
Im Winter 2005/06 nahm man Linienflüge im Auftrag der LOT auf.
Zum 30. Mai 2011 wurde der Flugbetrieb kurzfristig und bis auf Weiteres eingestellt. Im Juli und August 2011 übernahm  die Investitionsgesellschaft Amber Gold 70 % der Gesellschaft und 100 % von Ostfriesische Lufttransport (kurz OLT). Beide Gesellschaften sollten getrennt weitergeführt werden. Im September 2011 wurde der Name in OLT Jetair geändert, seit Februar 2012 hieß die Gesellschaft OLT Express Regional.
Im Juli 2012 wurde dem Unternehmen die Lizenz entzogen, daraufhin meldete das Unternehmen Insolvenz an.

## Flugziele
OLT Express Regional bediente – zusammen mit der Schwester OLT Express Poland – Ziele innerhalb Polens unter anderem Kattowitz und Danzig. Im europäischen Ausland wurden zudem Berlin-Tegel, Hamburg, Bremen, Brüssel und Prag angeflogen.

## Flotte
Zuletzt bestand die Flotte der OLT Express Regional aus acht Flugzeugen:
- 4 ATR 42-300
- 4 ATR 72-200